# Каролинка (Злинский край)
Каролинка (чеш. Karolinina) — город на крайнем востоке Чехии в районе Всетин Злинского края.

## География
Каролинка расположена примерно в 17 километрах к востоку от Всетина и в 38 км к северо-западу от словацкой Жилины. Город граничит со Словакией на юге. Он расположен на границе между горами Хостин-Всетин и Кленовыми горами. Самая высокая точка — гора Малый Яворник на высоте 1019 м (3343 фута) над уровнем моря, вершина которой находится на чешско-словацкой границе. Сам город расположен в долине реки Всетинская Бечва. Примечательным водоемом является водохранилище Каролинка. Вся территория Каролинки находится в Бескидской охраняемой ландшафтной зоне.

## Этимология

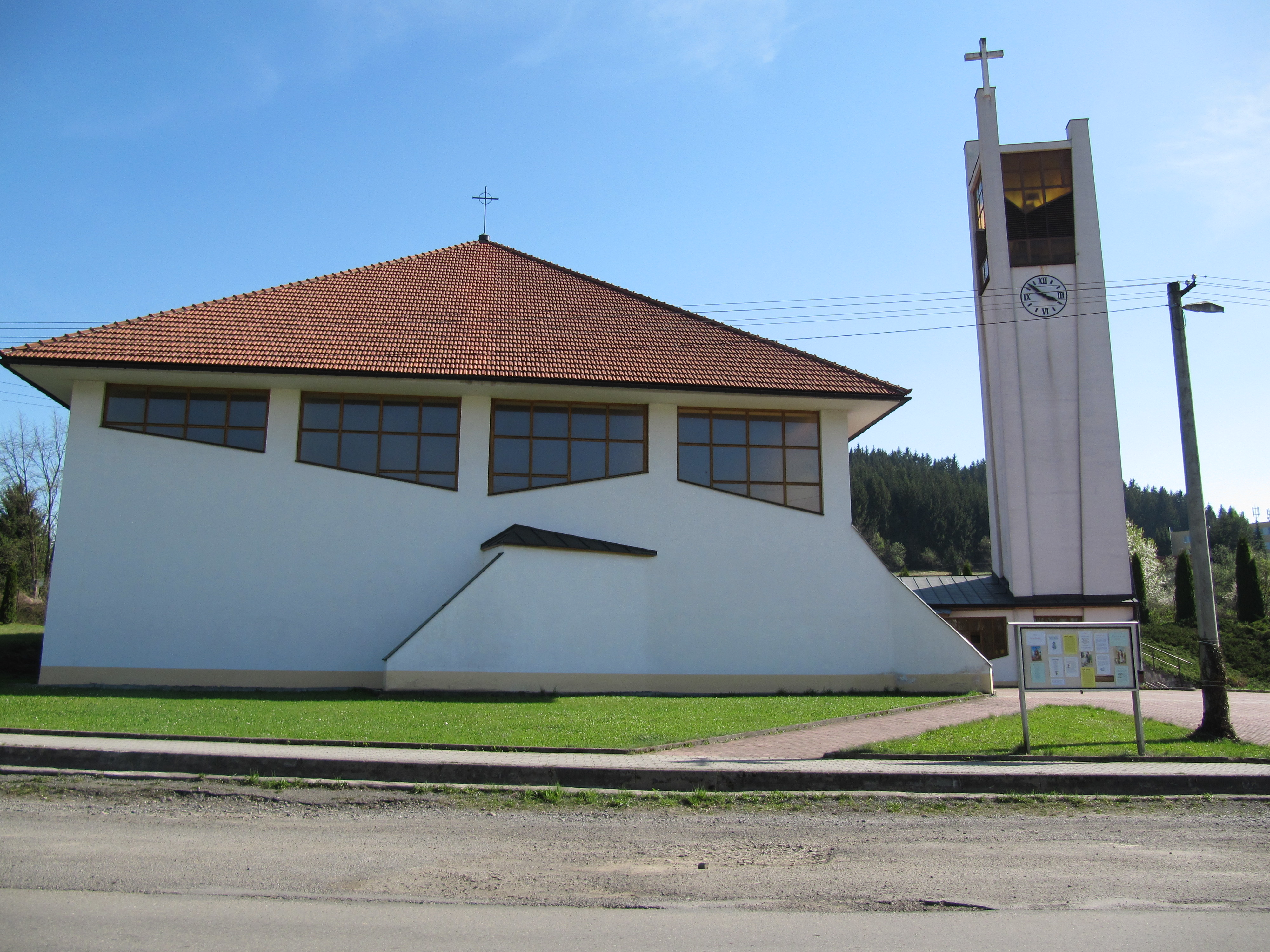
Церковь Богоматери Кармельской

Имя города Каролинка представляет собой чешскую уменьшительную форму женского имени Каролина. Оно произошло от имени мачехи его основателя, еврейского предпринимателя Саломона Райха. До 1951 года она называлась Karolinina huť, что означает «Стекольный завод Каролины».

## История
Поселение выросло вокруг стекольного завода, основанного на территории муниципалитета Новый Морозенков в 1861 году. Как самостоятельный муниципалитет была отделена от Нового Морозенкова в 1949 году. В 1951 году город был переименован в Каролинку.

## Население
| Год  | Численность | Численность |
| ---- | ----------- | ----------- |
| 1869 | 0           | [ 5 ]       |
| 1880 | 556         | [ 5 ]       |
| 1890 | 623         | [ 5 ]       |
| 1900 | 1612        | [ 5 ]       |
| 1910 | 2024        | [ 5 ]       |
| 1921 | 2039        | [ 5 ]       |
| 1930 | 2113        | [ 5 ]       |
| 1950 | 2136        | [ 5 ]       |
| 1961 | 2488        | [ 5 ]       |
| 1970 | 2652        | [ 5 ]       |
| 1980 | 2862        | [ 5 ]       |
| 1991 | 2959        | [ 5 ]       |
| 2001 | 2894        | [ 5 ]       |
| 2014 | 2637        | [ 6 ]       |
| 2016 | 2567        | [ 7 ]       |
| 2017 | 2549        | [ 8 ]       |
| 2018 | 2541        | [ 9 ]       |
| 2019 | 2528        | [ 10 ]      |
| 2020 | 2529        | [ 11 ]      |
| 2021 | 2452        | [ 12 ]      |
| 2022 | 2426        | [ 13 ]      |
| 2023 | 2419        | [ 14 ]      |
| 2024 | 2409        | [ 2 ]       |

## Транспорт
Каролинка расположена на железнодорожной ветке, ведущей из Всетина в Велке-Карловице.

## Достопримечательности
Достопримечательностью города является церковь Богоматери Кармельской. Это строение современной церкви, построенной в 1994-1997 годах.

## Города-побратимы
- Битча